# دير مار كرالامبوس (القدس)
دير مار كرالامبوس هو دير كاثوليكي صغير يقع داخل أسوار البلدة القديمة لمدينة القدس في حارة النصارى، غرب طريق الالام.